# خوانفران

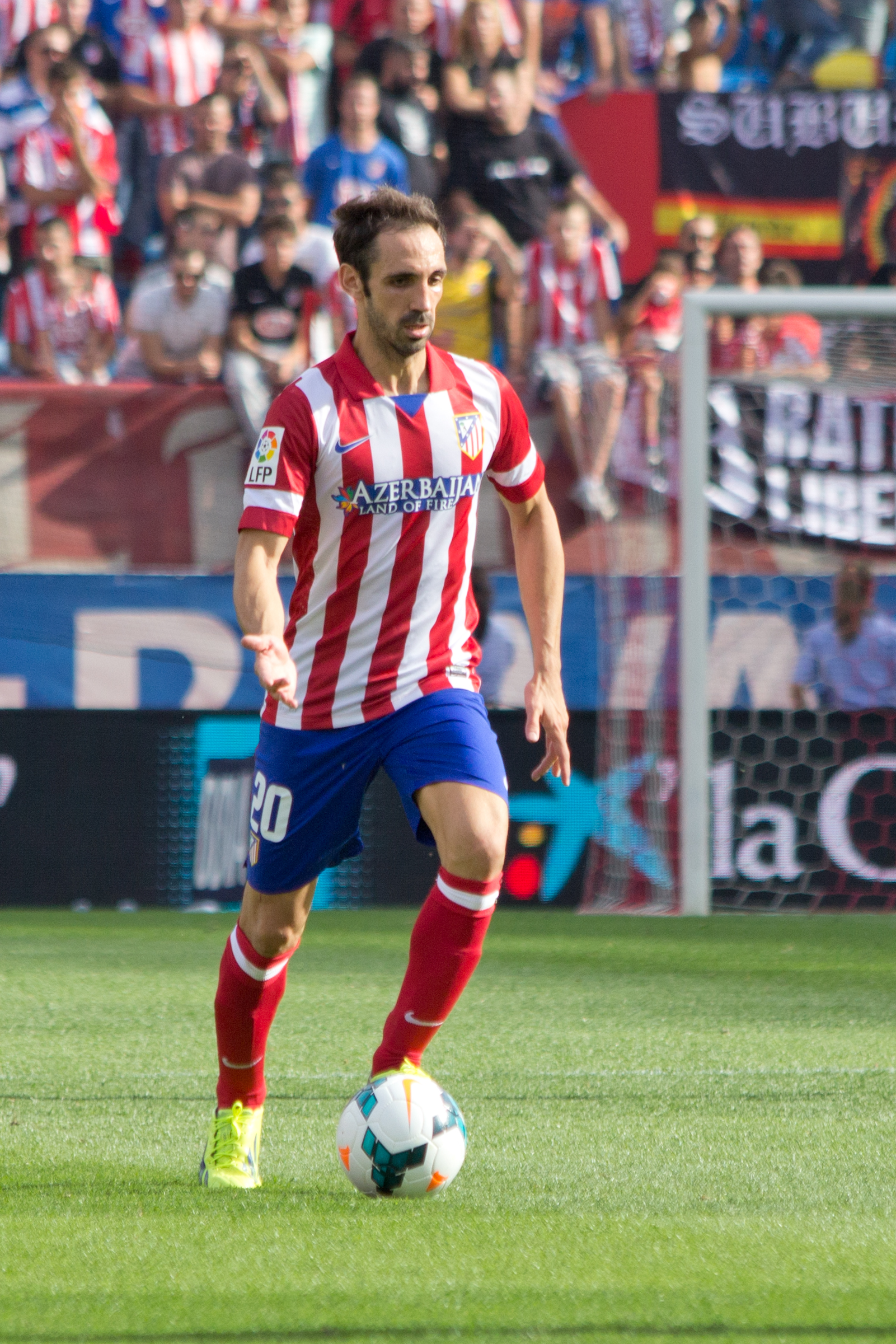
خوان فرانشيسكو توريس

خوان فرانشيسكو توريس بيلين (بالإسبانية: Juanfran)‏ (مواليد 9 يناير 1985 في كريفايلنت - إسبانيا) لاعب كرة قدم إسباني، لعب لفريق أتلتيكو مدريد من فترة 2011 إلى 2019، وحاليا يعلب لصالح نادي ساو باولو البرازيلي في مركز الظهير الأيمن كما يجيد اللعب في مركز الجناح الأيمن .

## الإنجازات

### النادي
إسبانيول
- كأس ملك إسبانيا (1): 2006

 أتلتيكو مدريد
- الدوري الإسباني (1): 2013–14
- كأس ملك إسبانيا (1): 2013
- كأس السوبر الإسباني (1): 2014؛ الوصيف: 2013
- الدوري الأوروبي (2): 2012،[5] 2018
- كأس السوبر الأوروبي (2): 2012،[6] 2018
- دوري أبطال أوروبا الوصيف: 2014، 2016

### دولية
إسبانيا
- بطولة أمم أوروبا (1): 2012[7]

## روابط خارجية
- خوانفران على موقع الاتحاد الدولي (مؤرشف)  (الإنجليزية)
- خوانفران على موقع الاتحاد الأوربي (الإنجليزية)
- خوانفران على موقع قاعدة بيانات كرة القدم.إي يو (الإنجليزية)
- خوانفران على موقع ليكيب (الفرنسية)
- خوانفران على موقع ناشيونال فوتبول تيمز (الإنجليزية)
- خوانفران على موقع Soccerbase.com (لاعب) (الإنجليزية)
- خوانفران على موقع Soccerway.com (الإنجليزية)
- خوانفران على موقع عالم كرة القدم.نت (الإنجليزية)
- خوانفران على موقع AS.com (الإسبانية)